# Univerzita Britské Kolumbie

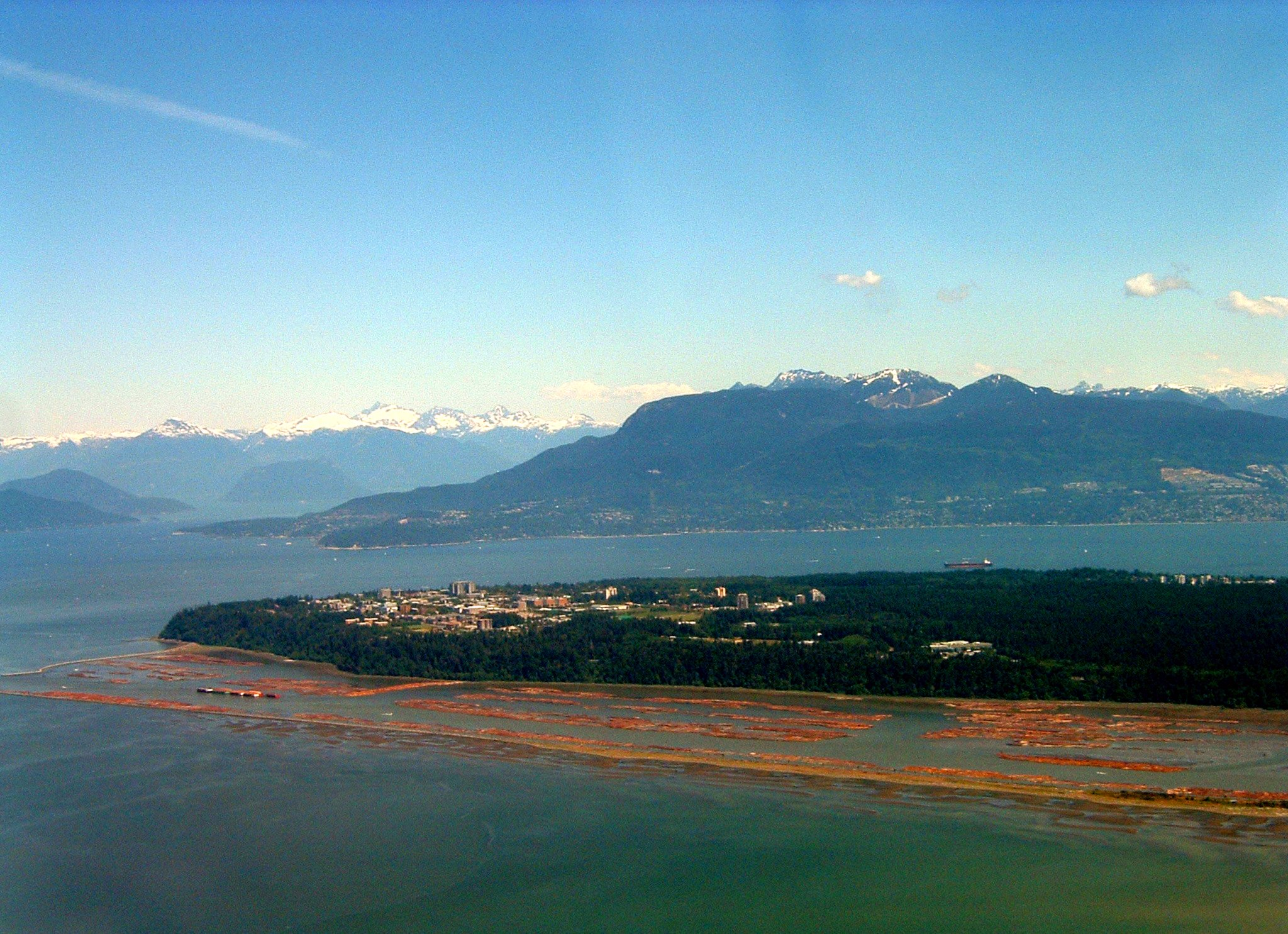
Areál Univerzity Britské Kolumbie a parku Pacific Spirit Regional Park, na pozadí je pohoří North Shore

Univerzita Britské Kolumbie (anglicky University of British Columbia – UBC) je veřejnou univerzitou ležící na západ od kanadského města Vancouver. Její hlavní kampus se nachází v sousedství čtvrti West Point Grey v nezačleněné volební oblasti A – Electoral Area A.
Univerzita je považována za jednu z nejlepších univerzit v Kanadě s nejvyššími požadavky pro přijetí studentů.
Ve městě Vancouver má univerzita tři kampusy:
- kampus v nemocnici Vancouver General Hospital
- kampus UBC Robson square na náměstí Robson square
- kampus Great Northern Way

Ve městě Kelowna má UBC jeden kampus:
- kampus UBC Kelowna, známý i pod názvem UBC Okanagan